# Don't Stop Me Now
Don't Stop Me Now è un singolo del gruppo musicale rock britannico Queen, pubblicato il 26 gennaio 1979 come secondo estratto dal settimo album in studio Jazz.

## Descrizione
La canzone è stata scritta da Freddie Mercury, ed è stata registrata tra l'agosto e il settembre del 1978 a Nizza, in Francia, ai Super Bear Studios di Berre-les-Alpes.
Inno liberatorio a qualsiasi tipo di sfrenatezza, musicalmente la canzone è basata sulla parte pianistica di Mercury, con John Deacon e Roger Taylor al basso e alla batteria. La traccia è un esempio lampante del caratteristico stile dei Queen, infarcito di armonie vocali multitraccia.
Nella versione in studio, Brian May suonò esclusivamente un assolo di chitarra, ma durante le esibizioni live nel corso dei Jazz Tour e Crazy Tour, May eseguì anche parti alla chitarra ritmica per donare al brano una sonorità maggiormente rock. Una versione dal vivo della canzone è stata inclusa nell'album live del 1979 Live Killers. Inoltre, Don't Stop Me Now appare anche nella raccolta Greatest Hits del 1981, e nel giugno 2011, una vecchia take della canzone con maggiori parti di chitarra è stata inclusa nell'EP bonus della ristampa rimasterizzata dell'album Jazz.Nel 2023 la canzone ha raggiunto 1,1 miliardi di visualizzazioni sulle piattaforme streaming.

### Versioni alternative
- Versione con una chitarra differente (3:33);
- Versione strumentale (3:37);
- Versione per il film documentario del 2007 The Alps (0:52);
- Live Killers (4:16);
- Versione soft cantata da Foxes per la puntata "Mummia sull'Orient Express" dell'ottava stagione di Doctor Who (3:22);
- Versione cantata da Darren Criss per la serie Glee (3:16);
- Versione album Bohemian Rhapsody (2018) (3:38);
- Versione registrata per il musical We Will Rock You
  - dal cast di Londra (0:46);
  - dal cast spagnolo (0:47).[9]

## Formazione
- Freddie Mercury – voce, pianoforte
- Brian May – chitarra, voce
- Roger Taylor – batteria, voce
- John Deacon – basso

## Riferimenti nella cultura di massa
- Nel 2004 questa canzone è stata usata nel film L'alba dei morti dementi (Shaun of the Dead).
- Nel 2005 il brano è stato votato come "The Greatest Driving Song Ever" dagli spettatori del programma televisivo Top Gear della BBC, ma durante la consegna del premio a Taylor il titolo è stato erroneamente "tagliato", in Stop Me Now.[15]
- Nel 2006 è stata usata nel film Notte prima degli esami, in una folle corsa d'amore giovanile.
- È stata usata come sottofondo al programma televisivo "Cortesie per gli ospiti"
- È stata usata per una pubblicità in Giappone.
- È stata suonata in American Dad! nell'episodio, Roger e io.
- La canzone è stata usata nella versione europea di Donkey Konga.
- David Morrisey e Steve Pemberton l'hanno cantata per la città di Blackpool.
- Alla fine del suo First Class Scamp DVD, Harry Hill si è vestito come Freddie Mercury (giacca gialla stile Wembley) ed ha cantato il brano.
- La canzone appare anche nel film Notte prima degli esami - oggi.
- Il brano è stato usato nella pubblicità del talent show Italia's Got Talent.
- Nel 2013 è presente nello spot pubblicitario della Visa e per la campagna pubblicitaria di Radio2.
- La canzone è presente nel film Hardcore durante il combattimento fra il protagonista e dei soldati potenziati.
- Il brano viene utilizzato dal 2016 in ogni Gran Premio del Motomondiale trasmesso da Sky Sport MotoGP, a pochi minuti dall'inizio della gara della classe MotoGP: nel lanciarlo il telecronista Guido Meda usa l'espressione: Non fermateci!, prendendo spunto dalla traduzione italiana del titolo del brano.
- Game Night - Indovina chi muore stasera? (Game Night) (J. F. Daley e J. Goldstein, 2018) - titoli di testa
- La canzone è utilizzata (insieme a parte del video) come inizio dei titoli di coda del film Bohemian Rhapsody (2018).
- La canzone fa parte della soundtrack della serie TV Netflix The Umbrella Academy (2019).
- Nel 2020 la canzone fa da soundtrack nel film "Sonic - Il film"
- La canzone è stata usata nello spot pubblicitario della linea di prodotti Samsung Galaxy.

## Cover
- I The Vandals ne hanno fatto una cover punk nel 2004.
- L'attore e musicista Darren Criss ha inciso una versione interpretata dal suo personaggio Blaine Anderson nel tredicesimo episodio della quarta stagione della serie televisiva musicale Glee.
- I Fobia ne hanno fatto una cover in spagnolo.
- La cover di McFly ha raggiunto il n. 1 in Gran Bretagna.
- Katy Perry la propone in alcuni live, anche a Sanremo 2009.
- Nel 2014, durante l'ottava stagione di Doctor Who, la cantante Foxes ne ha cantato una cover in stile anni '30 durante la puntata Mummy on the Orient Express.
- A fine 2015 il gruppo sloveno Perpetuum Jazzile ne ha pubblicato su YouTube una versione a cappella[16].